# بيغ + قطة
بِيغ + قطة (بالإنجليزية: Peg + Cat)‏ هو مسلسل رسوم متحركة تلفزيوني أمريكي/كندي للأطفال يستند إلى كتاب الأطفال «مشكلة الدجاج»، الذي تم نشره في عام 2012. المسلسل، الذي أدى أصواته هايلي فيث نغرين ودوين هيل، تم صنعه بواسطة بيلي أرونسون وجنيفر أوكسلي ومن إنتاج شركة إنتاج فريد روجرز ومجموعة 9 ستوري ميديا. ظهرت المسلسل لأول مرة في معظم محطات بي بي أس كيدس PBS في 7 أكتوبر 2013، وبثت 63 حلقة منها حتى 23 أبريل 2018.
المسلسل هي عرض موجه للأطفال من سن 3 إلى 5 سنوات. الهدف منها هو «إلهام الفضول الطبيعي لأطفال مرحلة ما قبل المدرسة حول الرياضيات ومساعدتهم على تطوير مهارات واستراتيجيات جديدة لحل المشكلات بطريقة إبداعية في حياتهم اليومية».

## روابط خارجية
- بيغ + قطة على موقع IMDb (الإنجليزية)
- بيغ + قطة على موقع روتن توميتوز (الإنجليزية)
- بيغ + قطة على موقع نتفليكس (الإنجليزية)
- بيغ + قطة على موقع ميوزك برينز (الإنجليزية)
- بيغ + قطة على موقع كينوبويسك (الروسية)
- بيغ + قطة على موقع قاعدة بيانات الفيلم (الإنجليزية)
- الموقع الرسمي
- بيغ + قطة  في قاعدة بيانات الأفلام على الإنترنت (بالإنجليزية)